# Ukrposhta

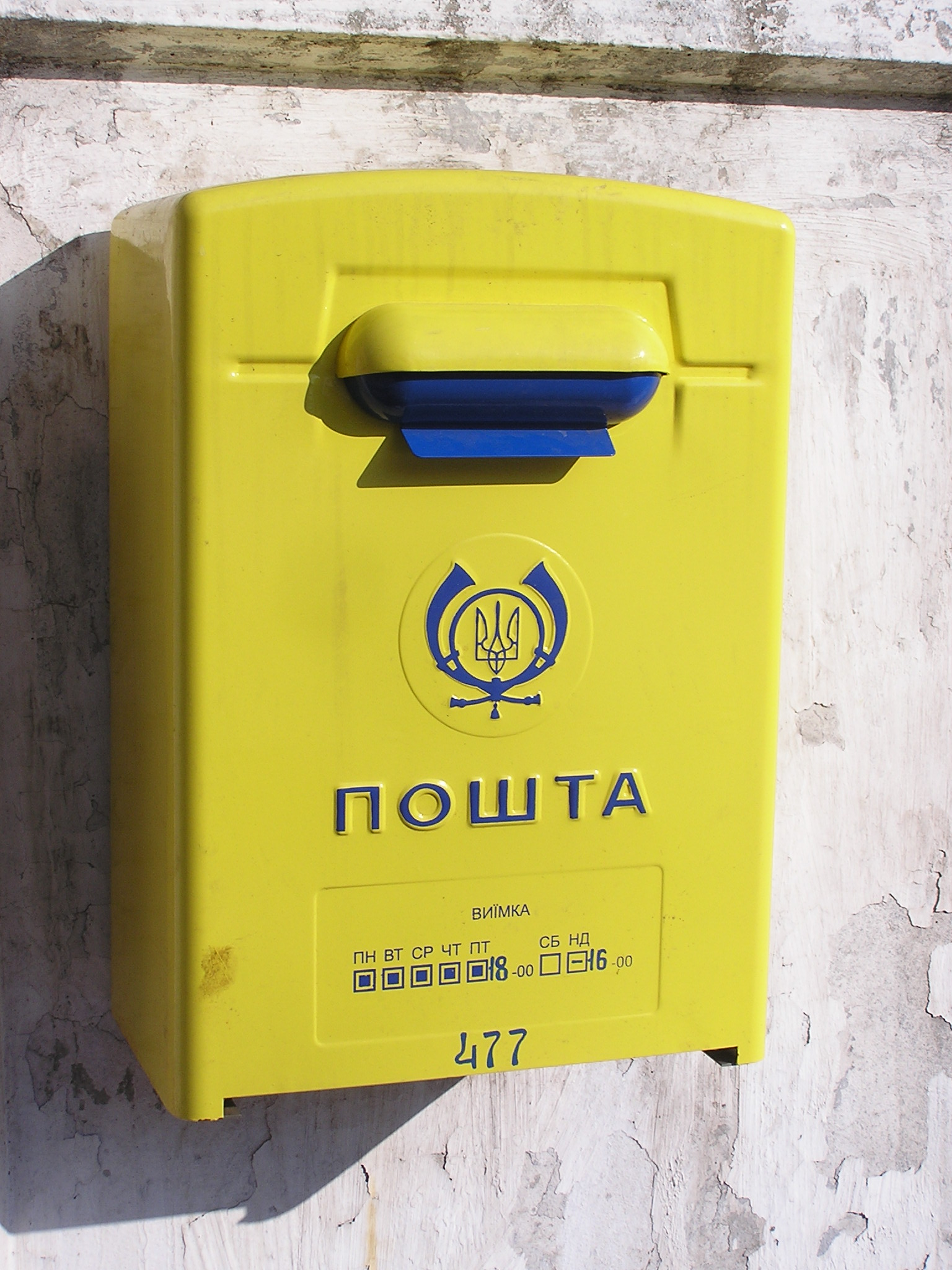
Boîte aux lettres.

Ukrposhta (en ukrainien : Укрпошта, Oukrpochta) est l'entreprise publique ukrainienne chargée de la distribution du courrier.

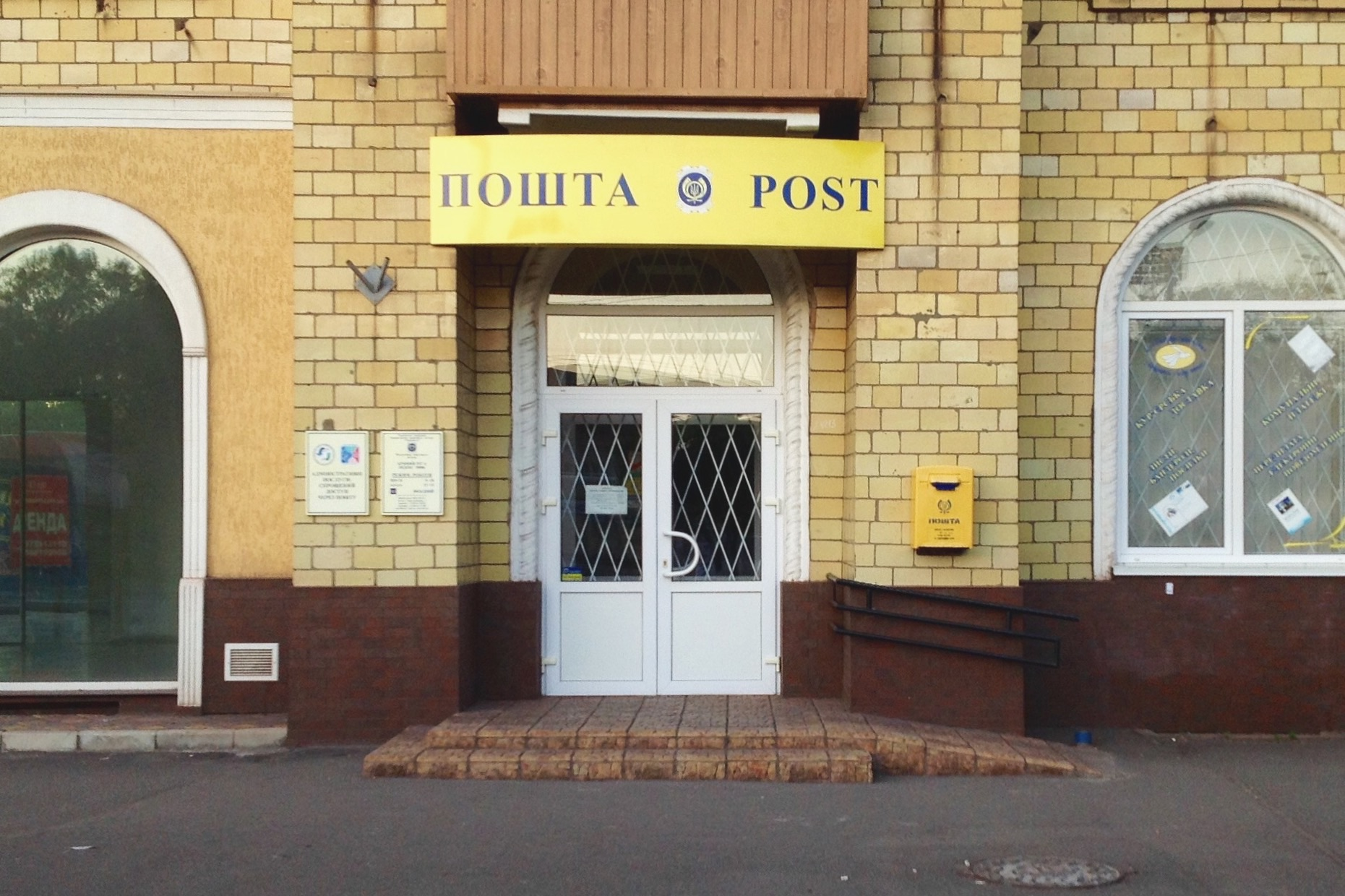
Ukrposhta.